# 冠果草亚种
冠果草亚种（学名：Sagittaria guyanensis subsp. lappula）是泽泻科慈姑属冠果草的亚种。分布于尼泊尔、泰国、印度、越南、台湾岛、马来西亚及非洲热带以及中国大陆的广东、广西、云南、安徽、海南、江西、福建、湖南、浙江、贵州等地，生长于海拔210米至960米的地区，常生长在湿地、稻田边、稻田中及水边，目前尚未由人工引种栽培。

## 异名
- Lophotocarpus formosanus Hayata
- Lophotocarpus guayanensis auct. non (H. B. K.) J. G. Smith